# Alamoana Tofuola
Alamoana Tofuola (Funafuti, 28 maart 1990) is een Tuvaluaans voetballer die uitkomt voor Manu Laeva B.
Alamoana speelde van 2007 tot 2011 voor Tamanuku A, en sinds 2012 voor Manu Laeva B.
Alamoana speelde al vijf wedstrijden voor het Tuvaluaans voetbalelftal waarvan vier bij de Pacific Games 2011. Alamoana is intelligent en verbaal opvallend sterk voor de bescheiden Tuvaluanen.

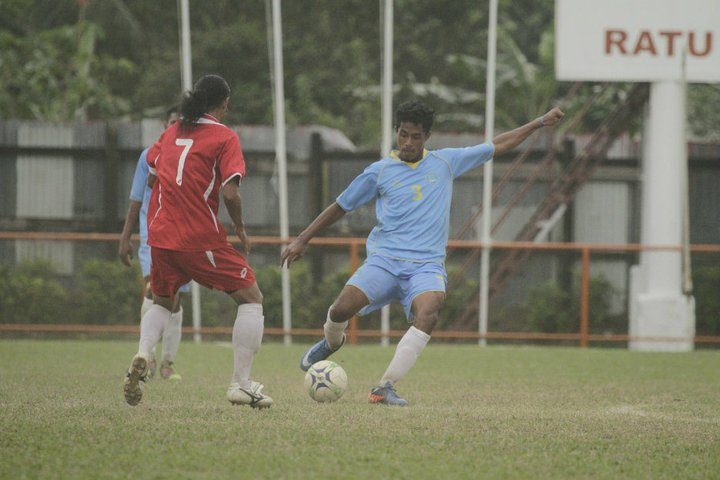
Alamoana in actie tegen Samoa

1 Sieni ·
2 Pokia ·
3 Tofuola ·
4 Timuani ·
5 Takataka ·
6 Penisula ·
7 Liva ·
8 Tinilau ·
9 Tiute ·
10 Lepaio ·
11 Panapa ·
12 Petoa ·
13 Stanley ·
14 Sogivalu ·
15 Ofati ·
16 Selau ·
17 Ale ·
18 Petaia ·
19 Lima'alofa ·
20 Okelani ·
24 Tapasei ·
Coach: De Haan